# Miss Monde 1972
Miss Monde 1972, est la 22e élection de Miss Monde, qui s'est déroulée au Royal Albert Hall de Londres, au Royaume-Uni, le 1er décembre 1972.
53 pays ont participé à l'élection. L'élection a été présenté par Michael Aspel et David Vine. 
Le Royaume-Uni, hôte du concours, accueille pour la 4e année consécutive la compétition au Royal Albert Hall. C'est la 22e année que cette élection se tient au Royaume-Uni dans la même ville, Londres.
La gagnante du concours est l'Australienne, Belinda Green, Miss Monde Australie 1972 succédant à la Brésilienne, Lúcia Petterle, Miss Monde 1971, et devenant ainsi la deuxième Australienne de l'histoire, 4 ans après la victoire de Penelope Plummer en 1968. 

## Résultats
| Résultat Final  | Candidates |
| --------------- | --- |
| Miss Monde 1972 | - Australie - Belinda Green |
| 1re dauphine    | - Norvège - Ingeborg Sørensen |
| 2e dauphine     | - Israël - Chana Ordan |
| 3e dauphine     | - Autriche - Ursula Pacher |
| 4e dauphine     | - Inde - Malathi Basappa |
| Top 7           | - Finlande - Tuula Anneli Björkling - Royaume-Uni - Jenny McAdam |
| Top 15          | - Afrique du Sud - Stephanie Reinecke - États-Unis - Lynda Carter - Guam - Marylou Pangelinan - Mexique - Gloria Gutiérrez - Philippines - Evangeline Reyes - Seychelles - Jane Stravens - Thaïlande - Jintana Jitsophon - Yougoslavie - Biljana Ristić |

## Candidates

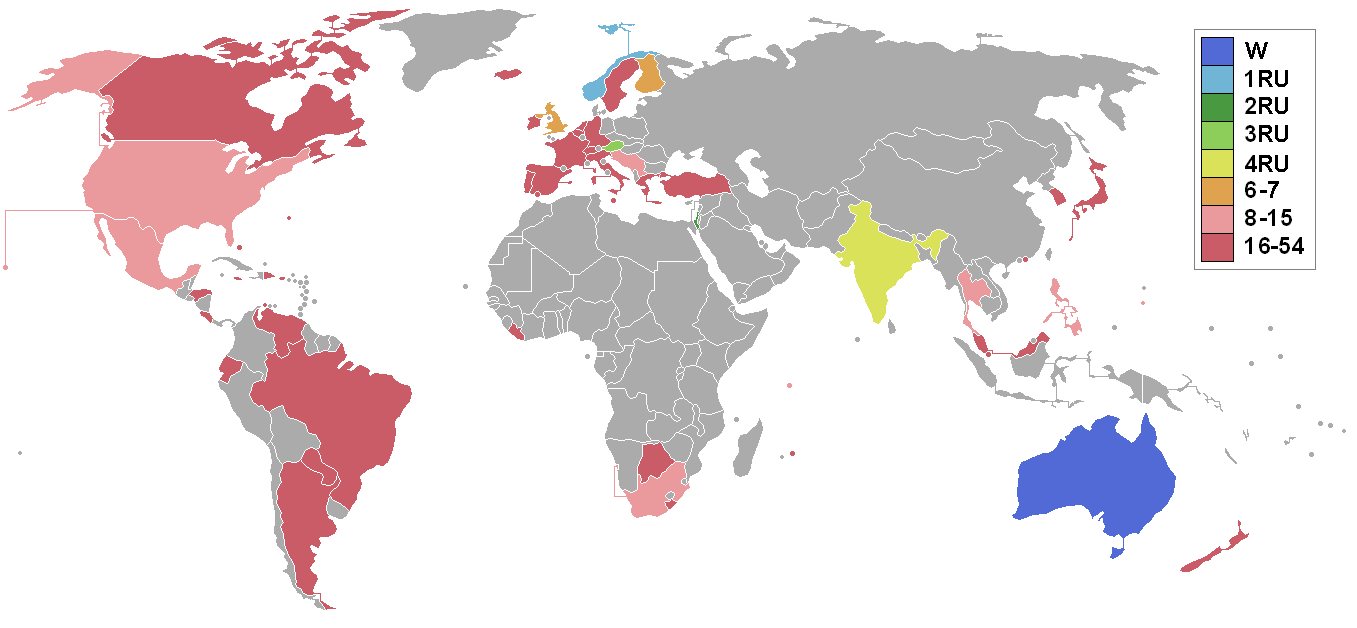
Pays des participantes et résultats

53 candidates ont concouru à l'élection de Miss Monde 1972 :
| Pays représentant      | Candidate                          | Âge    | Taille | Domicile     |
| ---------------------- | ---------------------------------- | ------ | ------ | ------------ |
| Afrique du Sud         | Stephanie Elizabeth Reinecke       | 19 ans | 1,70 m | Durban       |
| Allemagne              | Heidemarie Renate Weber            | 24 ans | 1,75 m | Bavière      |
| Argentine              | Olga Edith Cognini Ferrer          | 23 ans | 1,71 m | NC           |
| Aruba                  | Sandra Werleman                    | 19 ans | 1,70 m | NC           |
| Australie              | Belinda Green                      | 20 ans | 1,70 m | Melbourne    |
| Autriche               | Ursula Uschi Pacher                | 21 ans | 1,75 m | Klagenfurt   |
| Bahamas                | Heather Hedda Cleare               | 16 ans | NC     | NC           |
| Belgique               | Anne-Marie Roger (°?-†2013)        | 24 ans | 1,72 m | Bruxelles    |
| Bermudes               | Helen Brown                        | NC     | NC     | NC           |
| Botswana               | Agnes Motswere Letsebe             | 24 ans | NC     | NC           |
| Brésil                 | Ângela Maria Favi (°?-†2004)       | 18 ans | 1,72 m | Araçatuba    |
| Canada                 | Bonny Brady                        | 19 ans | 1,62 m | Perth        |
| Costa Rica             | María Victoria Vicki Ross González | NC     | NC     | San José     |
| Équateur               | Patricia Falconí                   | 18 ans | 1,70 m | Quito        |
| Espagne                | María del Carmen Muñoz Castañón    | 19 ans | 1,75 m | Madrid       |
| États-Unis             | Lynda Carter                       | 21 ans | 1,78 m | Tempe        |
| Finlande               | Anneli Björkling                   | 20 ans | 1,72 m | NC           |
| France                 | Claudine Cassereau (°1953-†2020)   | 19 ans | 1,67 m | Loudun       |
| Gibraltar              | Rosemary Vivian Catania            | 18 ans | 1,63 m | Gibraltar    |
| Grèce                  | Helen Lykissa                      | 20 ans | 1. m   | Athènes      |
| Guam                   | Maria Louise Marylou Pangelinan    | 17 ans | 1,62 m | Piti         |
| Honduras               | Doris van Tuyl                     | NC     | NC     | La Lima      |
| Hong Kong              | Gay Mei-Lin                        | 24 ans | 1,67 m | Londres      |
| Inde                   | Malathi Basappa                    | 21 ans | 1,70 m | Bangalore    |
| Irlande                | Pauline Therese Fitzsimons         | 19 ans | 1,67 m | NC           |
| Islande                | Rósa Helgadóttir                   | 18 ans | 1,65 m | Helsinki     |
| Israël                 | Hanna Urdan                        | 17 ans | 1,68 m | Tel-Aviv     |
| Italie                 | Laura Romano                       | 17 ans | 1,73 m | NC           |
| Japon                  | Akiko Kajitani                     | 23 ans | 1,70 m | Kyoto        |
| Jamaïque               | Gail Geraldeen Phillips            | 21 ans | 1,70 m | NC           |
| Liberia                | Cecelia Armena King (°1953-†2013)  | 18 ans | 1,65 m | Monrovia     |
| Malaisie               | Janet Mok Swee Chin                | 21 ans | 1,62 m | Putrajaya    |
| Malte                  | Jane Attard                        | 20 ans | 1,67 m | Gozo         |
| Maurice                | Marie-Ange Bestel                  | 19 ans | 1,70 m | NC           |
| Mexique                | Gloria Gutiérrez López             | 20 ans | 1,69 m | Mexico       |
| Norvège                | Ingeborg Sørensen                  | 24 ans | 1,69 m | Oslo         |
| Nouvelle-Zélande       | Christine Dayle Allen              | 19 ans | 1,68 m | Auckland     |
| Paraguay               | Rosa Angélica Mussi                | NC     | NC     | NC           |
| Pays-Bas               | Monique Borgeld                    | 22 ans | 1,70 m | NC           |
| Philippines            | Evangeline Rosales Reyes           | 19 ans | 1,75 m | Lipa         |
| Porto Rico             | Ana Nisi Goyco (°1951-†2019)       | 22 ans | 1,70 m | Ponce        |
| Portugal               | Anita Marques                      | 18 ans | 1,70 m | Mozambique   |
| République dominicaine | Teresa Evangelina Medrano          | 18 ans | NC     | Puerto Plata |
| Royaume-Uni            | Jennifer Mary McAdam               | 24 ans | 1,75 m | Maghull      |
| Seychelles             | Jane Edna Stravens                 | 17 ans | 1,70 m | Mahé         |
| Singapour              | Rosalind Lee Eng Neo               | 21 ans | 1,67 m | Singapour    |
| Sud de l'Afrique       | Cynthia Shange                     | 23 ans | 1,67 m | Durban       |
| Suède                  | Rita Berntsson                     | 22 ans | NC     | NC           |
| Suisse                 | Astrid Vollenweider                | NC     | NC     | Berne        |
| Thaïlande              | Jintana Jitsophon                  | 19 ans | NC     | Bangkok      |
| Turquie                | Feyzal Kibarer                     | NC     | 1,70 m | NC           |
| Venezuela              | Amalia Heller Gómez                | 21 ans | 1,74 m | Caracas      |
| Yougoslavie            | Biljana Ristić                     | 22 ans | NC     | Belgrade     |

## Observations